# Carl Friedrich Abel

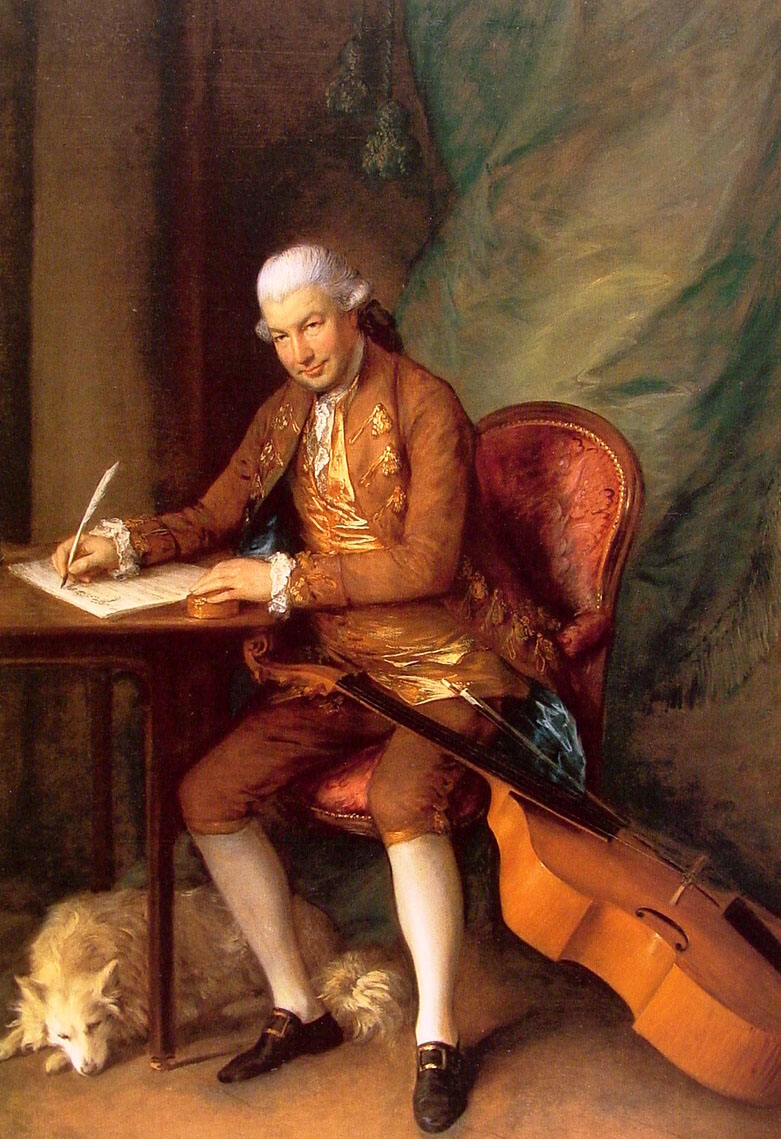
Carl Friedrich Abel (1777) von Thomas Gainsborough

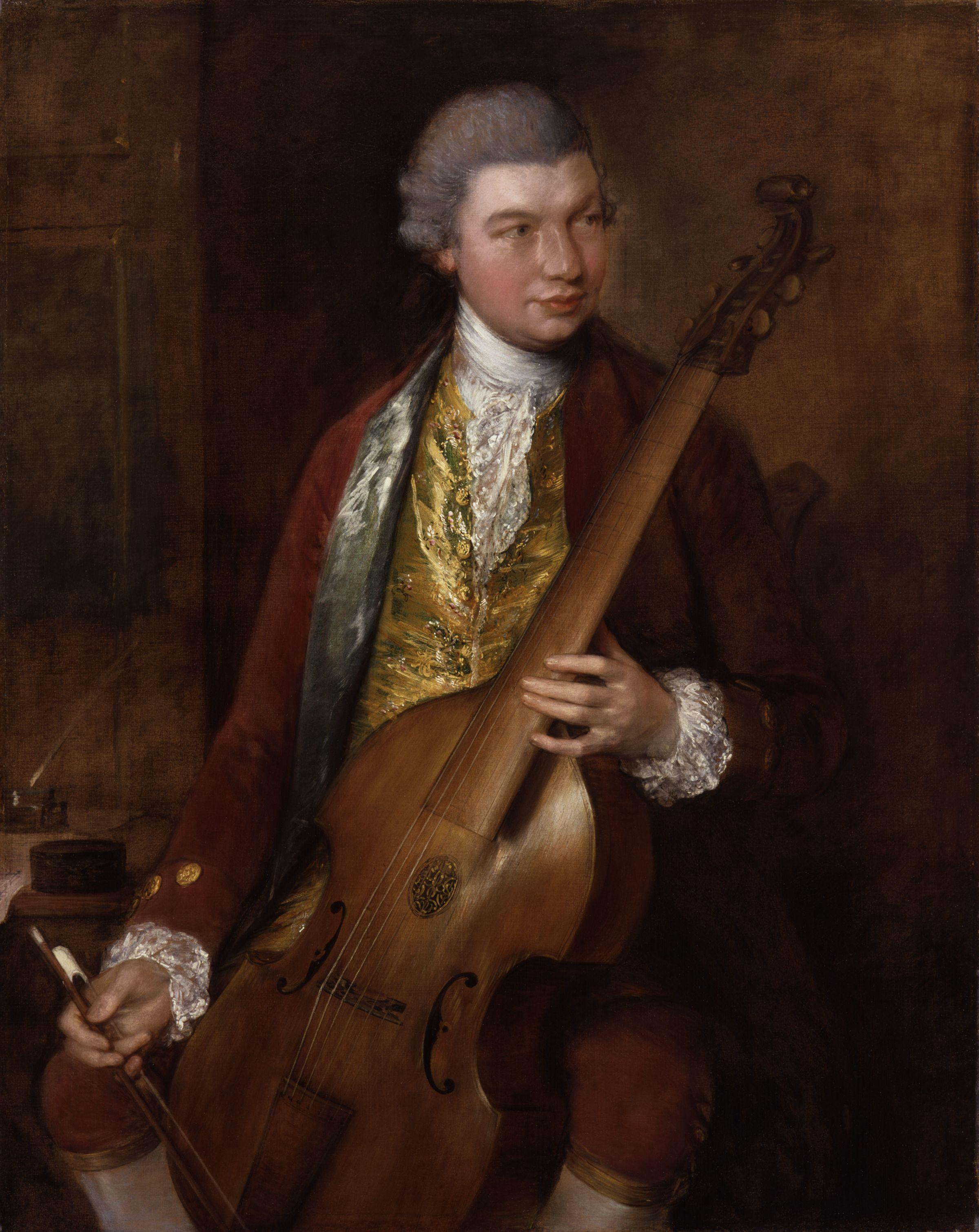
Abel mit Viola da gamba

Carl Friedrich Abel, auch Karl Friedrich (* 22. Dezember 1723 in Köthen, Fürstentum Anhalt-Köthen; † 20. Juni 1787 in London), war ein deutscher Komponist und Gambensolist.

## Leben und Werk
Als Sohn des berühmten Gambenvirtuosen Christian Ferdinand Abel wurde Carl Friedrich in Köthen geboren, wo sein Vater als „Premier-Musicus“ in Johann Sebastian Bachs Hofkapelle wirkte. Dass er nach Bachs Übersiedlung nach Leipzig Schüler an der dortigen Thomasschule war, ist nicht erwiesen. Gesichert ist jedoch, dass er auf Bachs Empfehlung an den Dirigenten Johann Adolph Hasse neun Jahre lang (1748–1757) als „Kammermusiker des Königs von Polen“ in der Dresdner Hofkapelle wirkte.
Die Auswirkungen des Siebenjährigen Krieges vertrieben ihn 1757 aus Dresden. 1758 war er Gast im Hause der Familie Goethe in Frankfurt am Main. Über mehrere süddeutsche Stationen und Paris erreichte er 1759 London. Mit großem Erfolg gab er hier ein erstes Konzert mit eigenen Kompositionen auf verschiedenen Instrumenten, vornehmlich der Gambe sowie dem Baryton – einem Instrument, für das auch Joseph Haydn komponierte. Weitere Solo-Konzerte für die Londoner Gesellschaft folgten, mit dem Resultat seiner Ernennung zum Kammermusiker der Königin Charlotte.
Im Jahr 1762 kam Johann Christian Bach nach London, um die Bekanntschaft des berühmten Abel zu suchen. Die bald geschlossene Freundschaft zwischen den beiden führte 1764 zur Gründung der beliebten „Bach-Abel Concerts“, die bis 1775 von Teresa Cornelys, der Betreiberin des Carlisle House am Soho Square, organisiert wurden. Es waren die ersten Abonnementskonzerte der englischen Geschichte.
1764 gelangte auch der achtjährige Mozart mit seinem Vater nach London und besuchte Abel, dessen kompositorischen Satz er studierte. Als Vorbild kopierte er sich Abels Es-Dur Sinfonie (op. VII,6) in sein Notizbuch, wodurch sie fälschlich als Mozarts „Sinfonie Nr. 3 in Es-Dur“ unter Nr. 18 in das Köchelverzeichnis gelangte.
Ab 1775 wurden die Konzerte von Mrs. Cornelys unabhängig, und nach Bachs Tod 1782 führte Abel sie nur noch ein Jahr erfolglos fort. In der Konzertreihe wurden u. a. viele Werke Joseph Haydns erstmals in England aufgeführt. Nach dem Scheitern des Konzertunternehmens kehrte Abel nach Deutschland zurück, wo es ihm nicht gelang, Fuß zu fassen. So sah er sich genötigt, nach zwei Jahren nach London zurückzukehren, wo er immer noch als Spieler verschiedener neuer und alter Instrumente gefragt war. Er wurde zum Trinker und beschleunigte damit sein Ableben. 1787 starb er in ärmlichen Verhältnissen.
Abel war der letzte große Solist der Gamben-Spielkunst. Mit ihm verschwand das Instrument aus der Reihe der Orchester- und bald danach auch der Solo-Instrumente.
Er war ein Mann von auffallender Erscheinung, von dem mehrere Porträts existieren, darunter zwei von seinem langjährigen Freund Thomas Gainsborough. Die Künstler Leopold August Abel, Ernst August Abel und Ernst Heinrich Abel waren seine Brüder.

## Werke
Duetto G-Dur, A3:5A für zwei Violen da gamba
Abel schrieb unter anderem Sinfonien, Ouvertüren, Instrumentalkonzerte, Streichquartette, Sonaten und Solowerke. Der Musikwissenschaftler Walter Knape  dokumentierte die Werke von Abel als bedeutenden Meister der frühklassischen Musik und Mozart-Mentor 1973 in einer grundlegenden Monographie und in der 16-bändigen Gesamtausgabe der Kompositionen Abels 1976.
Von den Werken, die im 18. Jahrhundert gedruckt wurden, tragen die folgenden eine Opusnummer:
- Op. 1 Sechs Sinfonien (1759)
- Op. 2 Sechs Cembalosonaten mit Begleitung von Violine/Traversflöte und Violoncello (1760) OCLC 1158510826
- Op. 3 Sechs Trios für Violine/Traversflöte, Violine und Basso (1761)
- Op. 4 Sechs Sinfonien (1762)
- Op. 5 Sechs Cembalosonaten mit Begleitung von Violine/Traversflöte und Violoncello (1765)
- Op. 6 Sechs Flötensonaten op. 6 (1765)
- Op. 7 Sechs Sinfonien (1767)
- Op. 8 Sechs Streichquartette (1769)
- Op. 9 Sechs Trios für Violine, Violoncello und Basso (ca. 1772)
- Op. 10 Sechs Sinfonien (1773)
- Op. 11 Sechs Konzerte für Tasteninstrument, 2 Violinen und Violoncello (1774)
- Op. 12 Sechs Quartette für Violine/Flöte, Violine, Viola, Violoncello (1775)
- Op. 13 Sechs Sonaten für Tasteninstrument mit Begleitung einer Violine/Traversflöte (1777)
- Op. 14 Sechs Sinfonien (1778)
- Op. 15 Sechs Streichquartette (1780)
- Op. 16 Sechs Trios für Violine, Viola und Violoncello (1783)
- Op. 17 Sechs Sinfonien (1783)
- Op. 18 Sechs Sonaten für Tasteninstrument mit Begleitung einer Violine (1784)

Mitwirkung an folgenden Pasticci:
- Love in a Village. Pasticcio, 3 Akte (mit Musik von 14 anderen Komponisten; von Abel die Ouvertüre). Libretto: Isaac Bickerstaffe, nach Charles Johnsons The Village Opera. Uraufführung: 8. Dezember 1762 in London, Covent Garden.
- Berenice. Pasticcio, 3 Akte (mit Musik von 5 anderen Komponisten). Libretto: Antonio Salvi. Uraufführung: 1. Januar 1765 London, Haymarket.
- The Summers Tale. Pasticcio, 3 Akte (mit Musik von 12 anderen Komponisten). Libretto: Richard Cumberland. Uraufführung: 6. Dezember 1765 London, Covent Garden.
- Sifari. Pasticcio, 3 Akte (mit Musik von J. C. Bach u. a.). Uraufführung: 5. März 1767 London, Haymarket.
- Tom Jones. Pasticcio, 3 Akte (mit Musik von J. C. Bach u. a.). Libretto: Joseph Reed, nach Henry Fielding. Uraufführung am 14. Januar 1769 London, Covent Garden.

## Abel Fest

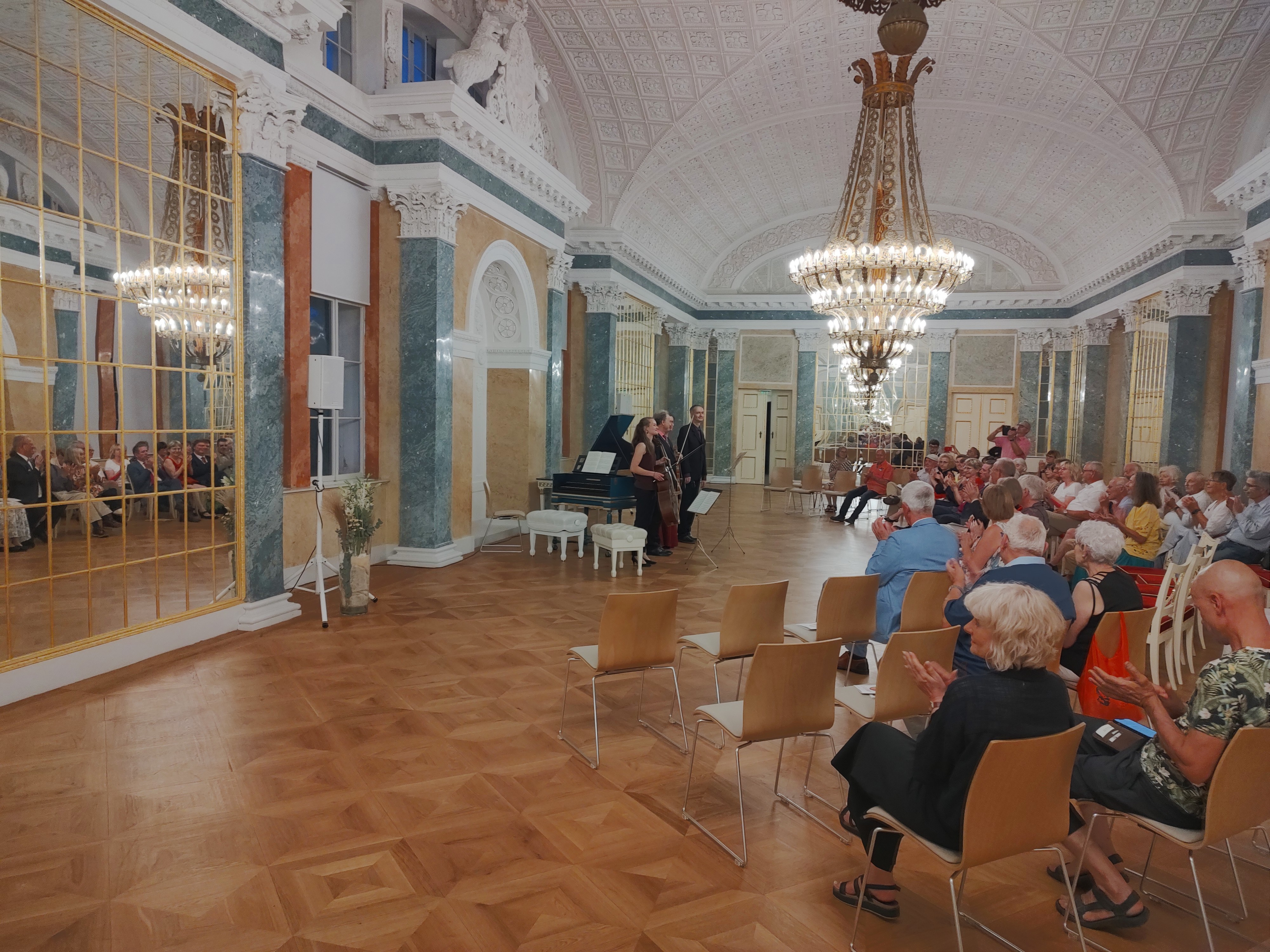
Abel Fest 2023, Eröffnungskonzert im Spiegelsaal von Schloss Köthen

Da Abel 1723 geboren wurde, kündigte die Stadt Köthen ein internationales Festival um seine Musik an, veranstaltet an vier Tagen im Juni 2023 an historischen Orten wie dem Schloss Köthen und seinem Park. Die Stadt verlieh außerdem einen neuen Carl-Friedrich-Abel-Preis, der alle zwei Jahre vergeben werden soll. Die ersten Preisträger sind 2023 Leonore von Zadow-Reichling und Günter von Zadow von der Edition Güntersberg, für ihren Einsatz, Abels Werke aufzuspüren und zu verlegen. Sie veröffentlichten mehr als 150 Werke des Komponisten, viele in Erstausgaben. Günter von Zadow präsentierte im Jahr 2023 nach 5-jähriger Arbeit ein neues erweitertes Verzeichnis der Werke Abels, mit neuen AbelWV-Nummern von 420 Kompositionen (Catalogue of Works of Carl Friedrich Abel).

## Einspielungen
- 4 Flötenkonzerte op. 6; 1–3 und 5, Karl Kaiser, Flöte,  La Stagione Frankfurt, Michael Schneider, CPO 999 208-2, 1993
- Symphonien op. 7 Nr. 1–6, Cantilena Kammerorchester, Ltg.: Adrian Shepherd, Chandos 8648, 1988
- Symphonien op. 7 Nr. 1–6, La Stagione Frankfurt, Michael Schneider, CPO, Co-Produktion mit dem Deutschlandfunk, 2015
- Symphonien op. 10 Nr. 1–6, La Stagione Frankfurt, Michael Schneider, CPO, Co-Produktion mit dem WDR, 1993, 999 207-2
- Klavierkonzerte op. 11 Nr. 1–6, Sabine Bauer, Pianoforte und Harpsichord, La Stagione Frankfurt, Michael Schneider, CPO 999 892-2, 2001
- Symphonien op. 17 Nr. 1–6, The Hannover Band, Anthony Halstead, CPO 999 214-2, 1994